# SI-2
La SI-2 es una vía de comunicación que pertenece a la Red Local de 2º Orden de Carreteras del Principado de Asturias. Tiene una longitud de 2,99 km y une la localidades sierenses de Lugones y Viella.
Comienza en la glorieta de unión con la carretera AS-381, en Lugones, en el llamado Cruce Vieyu; y finaliza en el cruce con la carretera AS-17 en Viella.
Justo al abandonar Lugones, pasa por debajo de la autovía A-66, y continua recto hasta encontrarse con la AS-383 en la zona de Naón, por medio de una glorieta.
Discurre íntegramente por las parroquias de Lugones y Viella, con un trazado prácticamente en línea recta y llano.
Desemboca en la AS-17 a través de una glorieta, en las inmediaciones del antigua parrilla-restaurante La Cabaña.

## Denominaciones antiguas
Antes de que se publicase en el Boletín Oficial del Principado de Asturias el Catálogo de Carreteras de 1989, la SI-2 estaba formada por 1 carretera comarcal del Plan Peña de 1939:
- C-634 Avilés - Sama de Langreo (Tramo Lugones - Viella, antes del desdoblamiento por la variante en la década de 1980)